# Sewed Soles
Sewed Soles è un greatest hits della band garage-rock statunitense The Greenhornes, pubblicato nel 2005 dalla V2 Records.

## Tracce
1. It's Not Real
2. Pattern Skies
3. Lies
4. I've Been Down
5. Hold Me
6. Shadow Of Grief
7. No More
8. There Is An End
9. Shame & Misery
10. Can't Stand It (Alternate Version)
11. Good Times
12. Too Much Sorrow
13. Don't Come Running To Me
14. Satisfy My Mind
15. It Returns
16. Stay Away Girl
17. Shelter Of Your Arms
18. The End Of The Night
19. Lovin' In The Sun (Alternate Version)

Le tracce 1, 8, 12-15 sono tratte dell'album Dual Mono.
Le tracce 1 e 12 sono scritte da Fox/Lawrence. La traccia 8 è scritta da Fox in collaborazione con Holly Golightly. Le tracce 13 e 15 sono scritte da Fox/Lawrence/Keeler. La traccia 14 è scritta da Lawrence.
Le tracce 2, 17 sono tratte dall'EP East Grand Blues e sono scritte da Fox.
Le tracce 3, 9, 16 sono tratte dall'album The Greenhornes e sono scritte dai Greenhornes.
Le tracce 4, 5, 7, 11, 18 sono tratte dall'album Gun For You e sono scritte dai Greenhornes.
La traccia 6 è tratta dal singolo Italy Records Shadow Of Grief ed è scritta dai Greenhornes.
Le tracce 10, 19 sono scritte da Fox.

## Formazione
- Craig Fox - chitarra e voce.
- Jack Lawrence - basso.
- Patrick Keeler - percussioni.